# 17427 Poe
17427 Poe è un asteroide della fascia principale. Scoperto nel 1989, presenta un'orbita caratterizzata da un semiasse maggiore pari a 3,5624369 UA e da un'eccentricità di 0,0961978, inclinata di 10,81827° rispetto all'eclittica.